# 만사나레스강
만사나레스 강(스페인어: Río Manzanares)은 이베리아 반도 중앙의 스페인 중심부를 흐르는 강이다. 만사나레스 강은 시에라데과다르라마 산맥에서 발원하여 마드리드를 지나 자라마 강으로 흘러들며, 다시 타구스강의 오른쪽 강둑에서 흘러내린다.
만사나레스 강은 도시 지역에서 카누로 항해할 수 있도록 수심이 수 미터에 달하는 구간을 만들기 위해 조정되었다. 이러한 수로와 댐 건설 프로젝트는 재자연화 프로젝트에서 부분적으로 역전되었다.

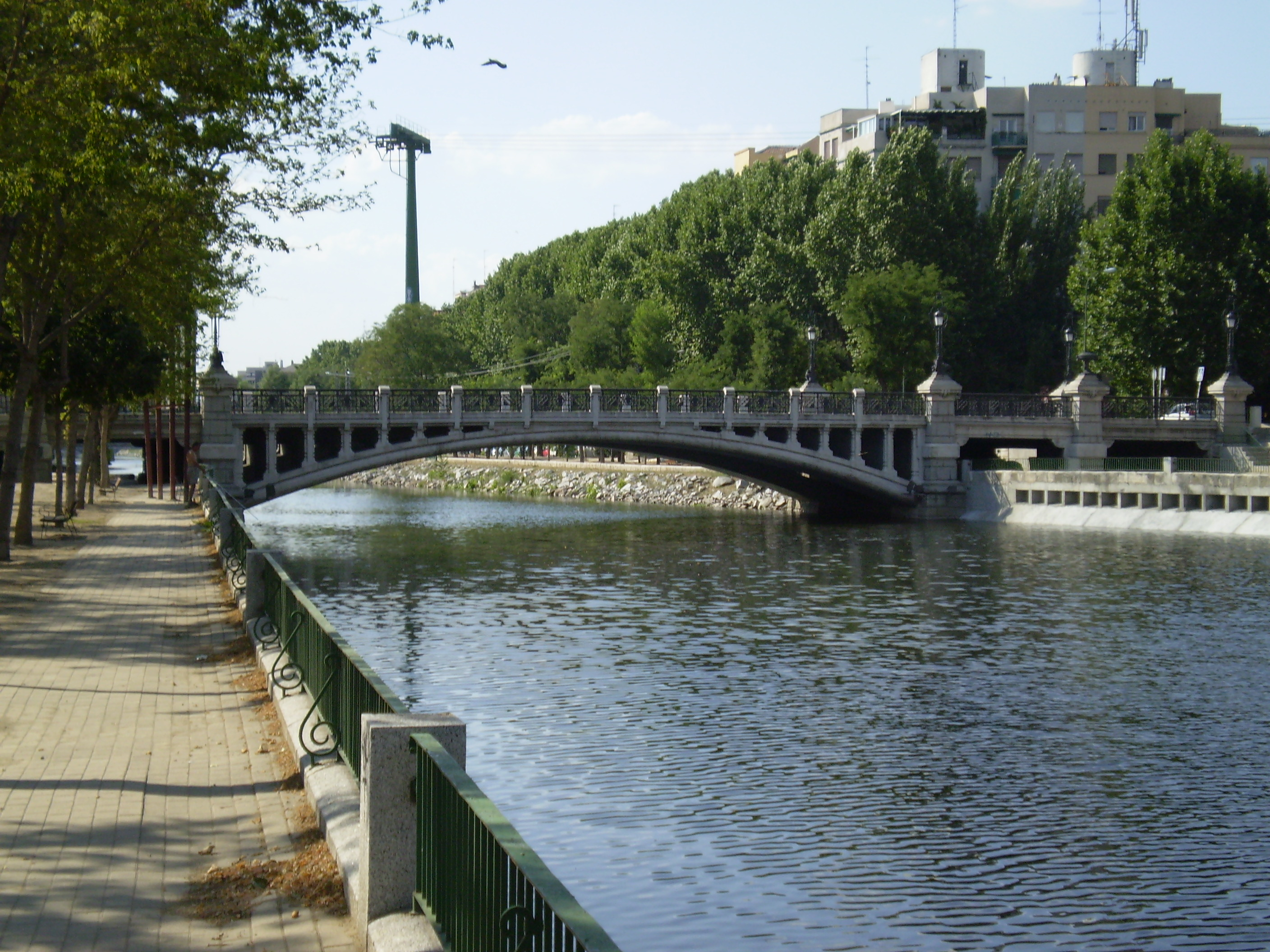